# محمدمهدی لبیبی
محمدمهدی لبیبی (زادۀ ۱۳۴۱) جامعه‌شناس ایرانی است. در دوره ای نیز او مسئولیت مدیریت رادیو تجارت و سپس مدیر کلی اداره کل پژوهشهای رادیو را بر عهده داشت. لبیبی در فاصله زمانی ۱۳۸۸ تا ۱۳۹۰ رئیس پژوهشکده مردم‌شناسی سازمان میراث فرهنگی، صنایع دستی و گردشگری بود.
لبیبی دانش آموخته دکتری جامعه‌شناسی از دانشگاه علامه طباطبایی با رتبه اول است. او سابقه تدریس در دانشکده مدیریت دانشگاه تهران و دانشکده علوم اجتماعی دانشگاه علامه طباطبایی و دانشگاه الزهرا و دانشگاه مذاهب اسلامی را در کارنامه خود دارد. .
او از سال ۱۳۸۱ تا ۱۳۸۶، مدیریت رادیو سلامت را بر عهده داشت.
پژوهش‌های لبیبی عمدتاً در حوزه جامعه‌شناسی خانواده و جامعه‌شناسی رسانه است.
او هم مؤلف و هم مترجم کتابهایی در حوزه جامعه‌شناسی است. 

## کتاب شناسی
- معیارهای اخلاق رسانه‌ای در رادیو، محمدمهدی لبیبی، ناشر: طرح آینده
- زندگی و مرگ مؤلف: نگرشی انتقادی به آراء رولان بارت، محمدمهدی لبیبی (گردآورنده)، ناشر: افکار
- لیبرال دموکراسی آرزویی ناتمام . . . ، محمدمهدی لبیبی، ناشر: افکار
- جامعه‌شناسی جرائم خشن، محمدمهدی لبیبی، ناشر: افکار
- چکیده مقالات چهارمین اجلاس جهانی صدا، محمدمهدی لبیبی (به اهتمام)، ناشر: طرح آینده
- خانواده‌ها در دنیای امروز، محمدمهدی لبیبی، ناشر: افکار
- زنان شاغل، مردان خانه‌دار: جابجایی نقش‌های خانوادگی در آمریکا، جرمی آدام اسمیت، محمدمهدی لبیبی (مترجم)، باقر ساروخانی (مقدمه)، ناشر: علم
- قهرمان زندگی خود باش، دیانا بایندر، رحمت‌الله صدیق سروستانی (مترجم)، محمدمهدی لبیبی (مقدمه)، ناشر: علم
- مجموعه مطالعات رسانه: جامعه‌شناسی رسانه، محمدمهدی لبیبی، ناشر: پژوهشگاه علوم انسانی و مطالعات فرهنگی
- جامعه‌شناسی تاریخی ازدواج، محمدمهدی لبیبی، لیدا حیدری، ناشر: علم
- مفاهیم کلیدی در مطالعات خانواده، جین ریبنز مک‌کارتی، روزالیند ادواردز، محمدمهدی لبیبی (مترجم)، ناشر: علم
- مفاهیم کلیدی پیر بوردیو، مایکل گرنفل، محمدمهدی لبیبی (مترجم)، محمد عبداللهی (مقدمه)، ناشر: افکار
- خانواده در قرن بیست و یکم: از نگاه جامعه‌شناسان ایرانی و غربی، محمدمهدی لبیبی، ناشر: علم
- فراتحلیل مطالعات خانواده در ایران، محمدمهدی لبیبی، قم: مرکز پژوهش‌های اسلامی صداوسیما